# Orfani
Orfani (en español, Huérfanos) es una historieta italiana de ciencia ficción de la casa Sergio Bonelli Editore, creada por el guionista Roberto Recchioni y el dibujante Emiliano Mammucari en 2013.

## Trayectoria editorial
Desde 2013 a 2018 se editaron seis miniseries, por un total de 54 números: Orfani, Ringo, Nuovo Mondo, Juric, Terra y Sam. Desde julio de 2018 se editan álbumes anuales.

## Argumento y personajes
Un rayo energético devastador golpea la Tierra, destruyendo gran parte de Europa y matando instantáneamente a una sexta parte de la población humana. Los responsables parecen ser unos alienígenas de un planeta lejano. Tras este evento apocalíptico, una científica serbia y un coronel del ejército japonés juntan a un grupo de adolescentes huérfanos sobrevivientes, para convertirlos en máquinas de matar con vistas a la invasión del planeta hostil. Entre ellos, hay los protagonistas de la historieta, casi todos de origen ibérico: los madrileños Rey y Felix, el barcelonés Jonas, el sevillano Ringo, los hermanos de Lisboa Hector y Juno, el italiano Raul y la más joven, Sam, hija de un estadounidense y una catalana.

## Autores

### Guionistas
Roberto Recchioni, Paola Barbato, Matteo Mammucari, Giovanni Masi, Michele Monteleone, Mauro Uzzeo, Luca Vanzella.

### Dibujantes
Emiliano Mammucari, Andrea Accardi, Carlo Ambrosini, Nicolò Assirelli, Alessio Avallone, Paolo Bacilieri, Aka B., Antonello Becciu, Alessandro Bignamini, Manuel Bracchi, Pietrantonio Bruno, Luca Casalanguida, Gigi Cavenago, Luca Claretti, Matteo Cremona, Massimo Dall'Oglio, Roberto De Angelis, Werther Dell'Edera, Fabrizio Des Dorides, Carmine Di Giandomenico, Simone Di Meo, Daniele Di Nicuolo, Maurizio Di Vincenzo, Luigi Formisano, Antonio Fuso, Luca Genovese, Davide Gianfelice, Riccardo Labella, Arturo Lauria, Gianluca Maconi, Sergio Mancinelli, Luca Maresca, Alex Massacci, Pierluigi Minotti, Alessio Moroni, Francesco Mortarino, Giancarlo Olivares, Luigi Pittaluga, Andrea Pompeo, Fernando Proietti, Giulio Rincione, Giorgio Santucci, Giorgio Spalletta, Jacopo Starace, Mirko Treccani, Francesca Vartuli, Federico Vicentini, Roberto Zaghi.

### Coloristas
Stefania Aquaro, Luca Bertelé, Gigi Cavenago, Lorenzo De Felici, Arianna Florean, Fabiola Ienne, Annalisa Leoni, Adele Matera, Andres Mossa, Giovanna Niro, Alessia Pastorello, Nicola Righi, Luca Saponti, Stefano Simeone.

### Portadistas
Massimo Carnevale, Matteo De Longis, Carmine di Giandomenico, Gipi, Emiliano Mammucari, Nicola Mari.